# Andrius Skerla
Andrius Skerla (* 29. April 1977 in Vilnius, Litauische SSR) ist ein litauischer Fußball-Trainerassistent und ehemaliger Fußballspieler. Zeitweise war er ab Juni 2008 Rekordnationalspieler Litauens, ehe Saulius Mikoliūnas ihn im September 2020 ablöste.

## Erfolge
Vilnius FK Žalgiris
- Litauischer Meister (1): 2013
- Litauischer Superpokalsieger (1): 2013
- Litauischer Pokal-Sieger (3): 1997, 2012, 2013

 PSV Eindhoven
- Niederländischer Meister 2000

 Jagiellonia Białystok
- Polnischer Supercup-Sieger 2010
- Polnischer Pokal-Sieger 2009/10

## Karriere

### Vereine
Er begann seine Karriere 1995 bei seinem örtlichen Verein Vilnius FK Žalgiris und wechselte 1998 zum niederländischen Ehrendivisionär PSV Eindhoven, für den er aber innerhalb von zwei Jahren nur 25 Spiele bestritt. Erfolgreicher war sein Engagement beim schottischen Erstligisten Dunfermline Athletic, wo er sofort in der Stammelf eingesetzt wurde und für den er insgesamt fünf Jahre tätig war. Er erhielt in dieser Zeit Angebote von anderen schottischen Clubs, u. a. den Glasgow Rangers, blieb aber in Dunfermline, mit dessen Mannschaft er 2004 das Pokalfinale erreichte, das gegen den Ligakonkurrenten Celtic Glasgow mit 1:3 verloren wurde; Skerla erzielte den einzigen Treffer für seinen Verein.
Es folgten kurzzeitige Engagements beim russischen Erstliga-aufsteiger Tom Tomsk, beim litauischen Erstligisten Vėtra Vilnius und dem polnischen Erstligisten Korona Kielce, bevor er 2008 einen Vertrag beim Ligakonkurrenten Jagiellonia Białystok unterzeichnete.

### Nationalmannschaft

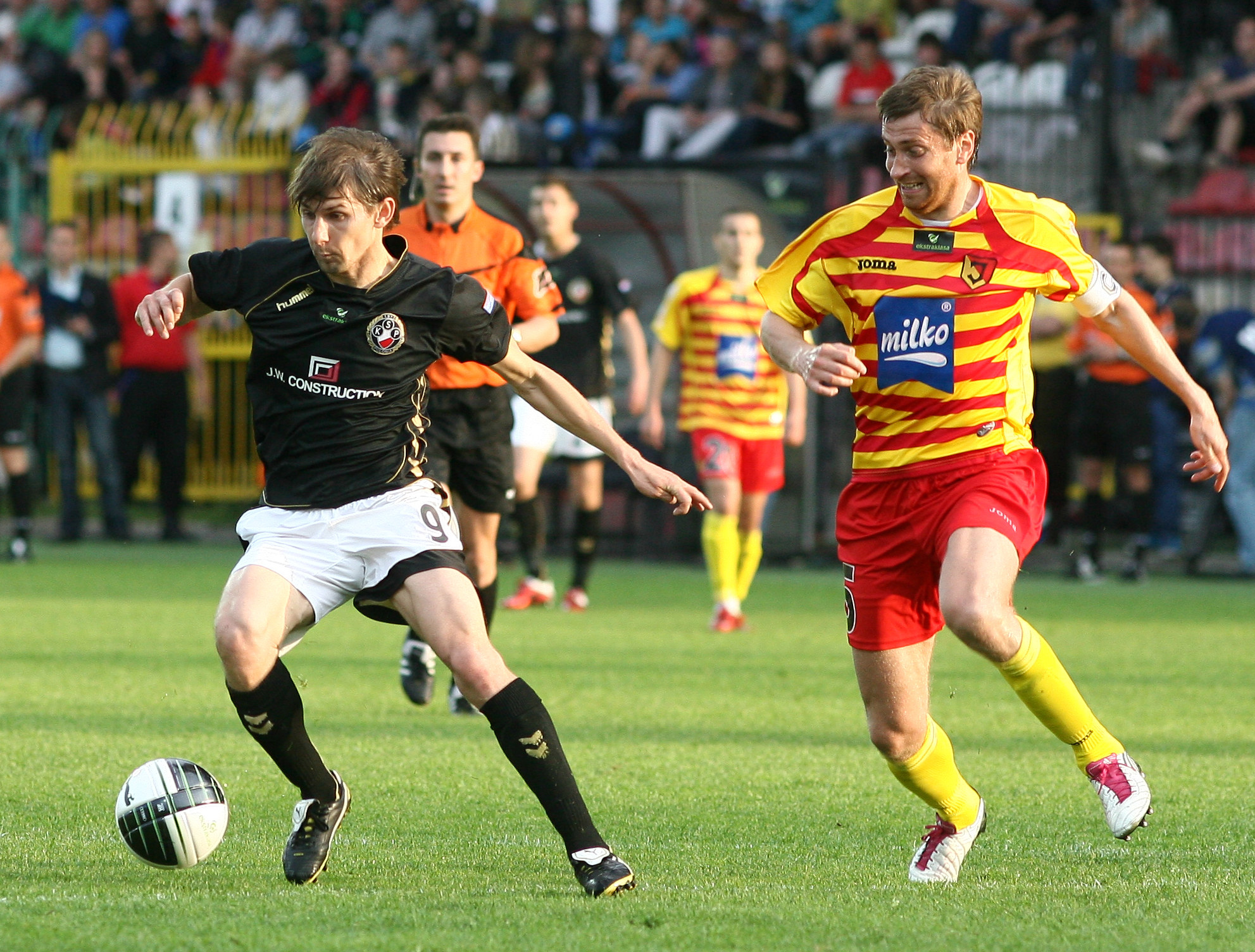
Skerla (rechts) im Duell mit Euzebiusz Smolarek (2011)

Sein erstes Länderspiel für Litauen bestritt er am 3. November 1996 beim 4:0 gegen Indonesien und spielte anschließend bei allen Europa- und Weltmeisterschaftsqualifikationen mit, konnte sich mit Litauen aber für keine Welt- oder Europameisterschaft qualifizieren. Am 4. Juni 2008 löste er mit seinem 66. Länderspiel, das Litauen in Burghausen gegen Russland mit 1:4 verlor, Aurelijus Skarbalius als Rekordnationalspieler Litauens ab. Er steigerte den Rekord bis zu seinem Karriereende auf 84 Länderspiele und wurde am 4. September 2020 von Saulius Mikoliūnas abgelöst.

### Trainer
Seit 2014 war er Assistent des „Žalgiris“-Cheftrainers Marek Zub. Auch unter dessen Nachfolger Valdas Dambrauskas blieb er im Amt. Als Co-Trainer gewann er in den Jahren 2014, 2015 und 2016 die litauische Meisterschaft. Ende 2017 verließ er den Verein. Seit Anfang 2019 ist er Assistent des neuen Nationaltrainers Valdas Urbonas.